# 楠トシエ
楠 トシエ（くすのき トシエ、1928年〈昭和3年〉1月11日 - ）は、日本の歌手・女優・声優である。本名は、楠山 敏江（くすやま としえ）。愛称は、ビンチャン。

## 来歴・人物

### 生い立ち
東京市神田区（現在の東京都千代田区）で生まれる。家業は小石川区団子坂にあったテーラー楠山。
1945年（昭和20年）3月、東京市滝野川区（現在の東京都北区）滝野川にあった芙蓉女学校を卒業し、同年4月三菱銀行（現在の三菱UFJ銀行）に入行した。

### ムーランからトリロー
1949年（昭和24年）、21歳の時、角筈のムーランルージュ新宿座へ歌手として入団し、芸能界入りした。
1951年（昭和26年）のムーラン解散前後から、以前より付き合いのあった三木鶏郎の誘いでNHKラジオ第1『日曜娯楽版』に出演し、一躍全国区の歌手となった。1953年（昭和28年）、25歳の時、「NHK専属タレント第1号」となる。その後も、三木鶏郎グループの一員として、テレビ・ラジオ出演をこなし、『お笑い三人組』（ラジオ第1 1955年11月 - 1960年3月、総合テレビ 1957年 - 1966年3月）、『ひょっこりひょうたん島』（総合テレビ、1964年 - 1969年）、『おはよう!こどもショー』（日本テレビ、1965年 - 1970年代）など、多数の番組に出演した。黒柳徹子らとともに「テレビ女優第1号」と呼ばれる1人となる。

### NHK紅白歌合戦7年連続出場
歌手としては、『NHK紅白歌合戦』（総合テレビ・ラジオ第1）に7年連続出場している（詳細は下記参照）。
宮城まり子の『毒消しゃいらんかね』は、ラジオ放送では楠が歌っていたが、楠が当時レコード会社に所属していなかったので、同じトリローソングの歌い手だった宮城へお鉢が回ったもので、同曲で宮城は楠より早く、1954年（昭和29年）に『第5回NHK紅白歌合戦』に出場した。
1958年（昭和33年）の『第9回NHK紅白歌合戦』では、当初番組側が楠を紅組司会に起用する予定だったが、当時は歌手兼司会が認められておらず、歌手としての出場を希望した楠がその打診を断った。

### みんなのうた
1961年（昭和36年）4月3日、NHK『みんなのうた』放送開始の初回、楠の『誰も知らない』という曲が採用された。

### コマソンの女王として
800曲とも1000曲とも言われるほどCMソングを吹き込み、「コマーシャルソングの女王」と呼ばれている。楠の代表曲である清酒「黄桜」CMソング『かっぱの唄』は、現在も時折放送されるロングランCM曲である。また、内外薬品（現在の富山めぐみ製薬）の『ケロリン』のCMソング『青空晴れた空』は、1958年にシングル（SP盤）発売され、大ヒットした。現在はリメイクバージョンにはなったが、CMに使われている。
2007年（平成19年）12月、キングレコードがかつてのLPレコードのアルバム『みんなが知ってるコマーシャル・ソング集』（1960年、キングレコード）のジャケットを再度ジャケットに採用し、同アルバムを含む2枚組CDアルバム『元祖コマソンの女王 楠トシエ大全』を発売した。

### 2010年代以降
2010年代以降の活動は確認されていない。

## 出演

### 映画
- 1953年 森の音楽会 （芦田漫画映画製作所／奥商会）
- 1954年 落語長屋のお化け騒動（東宝）- お花
- 1954年 その後のウッカリ夫人とチャッカリ夫人 （東京映画／東宝）
- 1956年 チエミの初恋チャッチャ娘（東宝）- 大橋マサ子
- 1958年 陽気な仲間（大映）- お夏
- 1958年 点と線（東映）- かき舟の女中
- 1959年 あばれ街道（東映）- 花奴
- 1959年 濡れ髪三度笠（大映）-
- 1960年 よさこい三度笠（大映）-
- 1961年 お笑い三人組シリーズ（新東宝）- 珠枝
  - お笑い三人組 泣き虫弱虫かんの虫の巻
  - お笑い三人組 怪しい奴にご用心
- 1961年 ドドンパ酔虎伝（大映）- お勝
- 1965年 大日本チャンバラ伝（日活）- 中村トマト
- 1967年 河内遊侠伝（東映）- 小きん（芸者）
- 1967年 東映列車シリーズ（東映）
  - 喜劇急行列車 - 青木きぬ子
  - 喜劇団体列車 - 絹代
- 1968年 ザ・スパイダースの大騒動（日活）- グラマーな女
- 1970年 三匹の牝蜂（東映）- クラブのママ
- 1970年 (秘)セックス恐怖症（東映）- 田村
- 1972年 喜劇 新婚大混戦（松竹）- 矢野和代
- 全員集合!!シリーズ（松竹）
  - 1973年 大事件だよ全員集合!! - 女将
  - 1974年 超能力だよ全員集合!! - 川上たみ
- 1977年 小さなジャンボ（東宝東和）- バルー、コーラス
- 1979年 神様のくれた赤ん坊（松竹）- 小夜子の母
- 1983年 父と子（東宝）- まり代
- 2011年 ムーランルージュの青春（幻野プロ）

### ラジオ
- 日曜娯楽版（NHKラジオ第1）
- 1955年 お笑い三人組（1955年 - 1960年、NHKラジオ第1）- おたまちゃん
- 1958年 楽しい広場（1958年 - 1963年、NHKラジオ第1）
- 1971年 歌謡大行進（1971年4月 - 1972年3月、文化放送）- 小島三児と共演

### テレビ

#### バラエティー
- 1965年 おはよう!こどもショー（1965年11月 - 1970年3月、日本テレビ）
- 1966年 クイズで歌おう（1966年10月6日 - 、東海テレビ）[6]

#### 人形劇
声の出演
- 1956年 チロリン村とくるみの木（1956年4月 - 1964年4月、NHK総合）- サクランボのマニマニ
- 1964年 ひょっこりひょうたん島（1964年4月 - 1969年4月、NHK総合）- サンデー先生

#### NHKみんなのうた出演歴
▲はラジオのみの再放送、△はNHK衛星第2テレビ（現：BSプレミアム）の『なつかしのみんなのうた』での再放送。
| 放送期間 | 曲目                      | 再放送 |
| --- | ------------------------- | --- |
| 1961年（昭和36年）4月                                                                                              | 誰も知らない （初回）     | 2003年（平成15年）6月-7月                                                                                           |
| 1961年（昭和36年）8月 - 9月                                                                                        | まね                      | 2021年（令和3年）8月▲                                                                                               |
| 1961年（昭和36年）10月 - 11月                                                                                      | へのへのもへじ            | （なし） |
| 1961年（昭和36年）12月 - 1962年（昭和37年）1月                                                                     | 日本語のおけいこ          | 2021年（令和3年）11月▲ 2025年（令和7年）6月 - 7月▲                                                                  |
| 1962年（昭和37年）4月 - 5月                                                                                        | ピノキオの歌              | （なし） |
| 1962年（昭和37年）8月 - 9月                                                                                        | 一、二、三、…             | （なし） |
| 1962年（昭和37年）12月 - 1963年（昭和38年）1月                                                                     | わらいかわせみに話すなよ  | 2006年（平成18年）8月15日△ 2006年（平成18年）10月29日△ 2007年（平成19年）1月1日△ 2021年（令和3年）9月 2022年1月23日 |
| 1963年（昭和38年）4月 - 5月                                                                                        | 春のロンド                | 2017年（平成29年）4月-5月▲ 2021年（令和3年）4月▲                                                                    |
| 1965年（昭和40年）10月 - 11月                                                                                      | 誰も知らない （リメイク） | 詳細 |
| - 1962年に放送された『わらいかわせみに話すなよ』はモノクロ版だが、再放送は全てカラーリメイク版（製作時期は不明）。 |                           | |

#### NHK紅白歌合戦出場歴
| 年度/放送回 | 曲目           | 対戦相手     | 備考           |
| --- | -------------- | ------------ | -------------- |
| 1957年（昭和32年）／第8回 | お花どん       | 曾根史郎     | トップバッター |
| 1958年（昭和33年）／第9回 | 銀座かっぽれ   | 若原一郎     |                |
| 1959年（昭和34年）／第10回 | 石松金毘羅道中 | 三波春夫     |                |
| 1960年（昭和35年）／第11回 | 駄目デス       | 三波春夫     |                |
| 1961年（昭和36年）／第12回 | 石松金毘羅道中 | ジェリー藤尾 |                |
| 1962年（昭和37年）／第13回 | うかれ駒       | 植木等       |                |
| 1963年（昭和38年）／第14回 | 銀座かっぽれ   | 森繁久彌     |                |
| - このうち、第8回・第9回・第10回はラジオ中継の音声が現存し、第14回は歌唱映像が現存する。 - 第10回は2009年（平成21年）4月29日放送のNHK-FM『今日は一日“戦後歌謡”三昧』の中で、楠の歌も含め全編が再放送された（音声はモノラル）。 - 第14回も『思い出の紅白歌合戦』（NHK-BS2）で、楠の歌唱映像も含め全編が再放送されている。 |                |              |                |

#### ドラマ
- 1958年 お父さんの季節（1958年10月 - 1961年3月、NHK総合）
- 1960年 夕やけ天使（1960年 - 1961年、KR系／タケダアワー）
- 1961年 学園まえ（1961年4月 - 1962年3月、NHK総合）
- 1961年 負けるな!ビンちゃん（CX系）- ビン子
- 1963年 新日本百景（NHK総合）
  - 第24回「長ぐつの唄 小樽積丹」- 主演
- 夫婦百景（日本テレビ系）
  - 第317回「女房はあわて者」- 主演
- 1966年 悪魔くん（1966年 - 1967年、NET系）- 真吾の母
- 意地悪ばあさん（YTV系）
  - 1968年 第51話「免許皆伝の巻」
  - 1968年 第57話「お手伝いさん求むの巻」
  - 1969年 第66話「ズッコケ正月の巻」
- 1969年 笑ってよいしょ（日本テレビ系）- トシ子
- 1970年 独身のスキャット（TBS系）第7話
- 1971年 好き! すき!! 魔女先生（朝日放送系）- タケシの母
  - 第2話「トンテンカン とんちんかん」
  - 第17話「恐怖の帝王 アンドロメダ来る!」
- 1972年 パパと呼ばないで（1972年 - 1973年、日本テレビ系）- 里子
- 1973年 ウルトラマンタロウ（TBS系）
  - 第21話「東京ニュータウン沈没」- 正一の母
- 1973年 ラブラブ・ライバル（1973年 - 1974年、TBS系）
- 1973年 雑居時代（1973年 - 1974年、日本テレビ系）- きよ
- アイフル大作戦（TBS／東映）
  - 1973年 第2話「男性飼育必敗法」
  - 1974年 第42話「今晩わ!私たち人殺しなの 」
- 1974年 水もれ甲介 第8話「泣くなチャミー!」（日本テレビ系）- 宮本秋子
- Gメン'75（TBS）
  - 1975年 第26話「冬のヨットハーバーの殺人」- アパートの大家
  - 1976年 第37話「チリ紙交換殺人事件」- 中村家に出入りするおばちゃん
- 1978年 赤サギ[9]（9月 - 10月、NHK総合 ドラマ人間模様）
- 1978年 宴のあと（10月29日、NHK総合）- 京マチ子
- 1979年 沿線地図（TBS系）- 岡田由紀
- 1979年 熱中時代 刑事編（日本テレビ系）
  - 第21話「熱中刑事タヌキ狩り」- 中年の女性
- 1979年 修羅の旅して（10月28日、NHK総合）- トシコ
- 1980年 大捜査線シリーズ 追跡
  - 第2話「千枚通しの青春」（フジテレビ系）
- 1981年 夢千代日記（NHK総合 ドラマ人間模様）- 千代春
- 1981年 秘密のデカちゃん 第16話「ノラ猫もあっと驚く熱いチュウ」（大映テレビ／TBS）- ノラ猫の声
- 1981年 新・事件 わが歌は花いちもんめ（NHK総合 ドラマ人間模様）- 旅館主人
- 土曜ワイド劇場 （テレビ朝日系）
  - 1981年 変装探偵
    - 第1作「殺人鬼はバラが好き」- 橋本春江

  - 1984年「密会の宿(1)」（11月）
  - 1991年「密会の宿(6)」（4月）
- 1981年 山を走る女（11月19日、日本テレビ）- 中年の主婦
- 1982年 大江戸捜査網（TX／三船プロ）
  - 第531話「母に託す謎の印籠」- おかつ
- 1982年 御宿かわせみ 第2シリーズ（1982年 - 1983年、NHK総合）- お花
- 1983年 火曜サスペンス劇場 蝶たちの殺意（日本テレビ系）- 一枝
- 1984年 ザ・サスペンス 共犯の女たち（TBS系）
- 1984年 流れ星佐吉（KTV／松竹）
  - 第10話「名裁き大逆転」
- 1985年 その時、妻はII（TBS系）
- 1986年 セーラー服反逆同盟（日本テレビ系）
  - 第18話「20億円の夢! シンデレラ騒動」- 吉川マキ
- 1987年 銀河テレビ小説（NHK総合）
  - 四捨五入殺人事件 - こずえ
- 1987年 夏家族（東海テレビ=フジテレビ系）
- 1988年 パパは年中苦労する（TBS系）- 佐藤ツヤ子
- 1989年 はぐれ刑事純情派 - 寺沢松枝
- 1989年 青春家族（NHK総合 連続テレビ小説）- 阿川とら子
- 1990年 びいどろで候〜長崎屋夢日記（NHK総合）- お百
- 1992年 社長になった若大将（TBS系）- 小島とき
- 1994年 江戸を斬るVIII（TBS系）
  - 第8話「悪たれ婆さんの涙」- おくま
- 1997年 ぼくらの勇気 未満都市（日本テレビ系）
  - 第10話「最後の勇気」
- 1998年 鶴亀ワルツ（NHK総合）
- 2004年 菊亭八百善の人びと（NHK総合 月曜ドラマシリーズ）

#### 子供番組
- 1965年 おはよう!こどもショー（1965年 - 1979年、日本テレビ系）- ビンちゃん、1960年代に出演

### 演劇
- 1982年 ゆかいな海賊大冒険 （1982年・1983年・1984年）- カルメン（海賊船の食事係）

### 外国映画・ドラマ吹替え
- ドリス・デイ
  - 1966年 カラミティ・ジェーン - カラミティ・ジェーン
  - 1968年 ジャンボ - キティ・ワンダー
  - 1969年 夜を楽しく - ジャン・モロー
  - 1973年 ニューヨークの大停電 - マーガレット・ギャリソン　
  - 1974年 女房は生きていた  - エレン・ワグスタッフ・アーデン
- 1964年 奥様!事件です（テレビシリーズ）- グリニス（演：グリニス・ジョーンズ）
- 1975年 猿の惑星（フジテレビ版） - ジーラ（演：キム・ハンター）
- 1978年 マッコイと野郎ども
  - 第3話「宝石店ダブルパンチ」 - ジャニス（演：ニタ・タルボット）
- 2000年 トイ・ストーリー2 - Mrs.ポテトヘッド（演：エステル・ハリス）

### CM
- 花王石鹸の歌 - 花王石鹸（現在の花王）
- かーんかーんカネボウ - 鐘淵紡績（現在のクラシエ)
- ノーシンの歌 - 荒川長太郎合名会社（現在のアラクス）
- 農家はヰセキ - 井関農機
- 素敵なダンセット - 日東紡績
- シャンシャンオーシャン波の上 - 三楽オーシャン（現在のメルシャン）
- シチズンCちゃん - シチズン時計
- ハマフォームの唄 - 横浜ゴム
- みんみんミゼット - ダイハツ工業
- トン・トン・トマト・まっかっか - カゴメ[10]
- カシミロンの唄 - 旭化成工業（現在の旭化成）[11]
- サロンパス - 久光兄弟株式会社（現在の久光製薬）[12]
- ヴイックス - 阪急共栄物産
- テル - 旭電化工業（現在のADEKA）
- アツギのタイツで - 厚木ナイロン工業（現在のアツギ）
- パント錠の唄 - 第一製薬（現在の第一三共ヘルスケア）
- 長生きチョンパ - 船橋ヘルスセンター[13]
- ハウス・バーモントカレーの唄 - ハウス食品工業（現在のハウス食品）[14]
- かっぱの唄 - 黄桜酒造（現在の黄桜）
- 仁丹の歌 - 森下仁丹
- 講談社の歌 - 講談社
- 淀屋橋から三条へ京阪特急 - 京阪電気鉄道
- 丸井の歌 - 丸井
- ブリヂストン チャンピオン オートバイの唄 - ブリヂストンサイクル
- 近鉄特急（近鉄のうた） - 近畿日本鉄道
- 紀文のはんぺん - 紀文
- メガネの相沢のうた - メガネの相沢※2バージョンあり
- マルキン自転車の唄 - 丸金自転車工業（現在のホダカ）

## おもなディスコグラフィー

### シングル
- 1953年『僕は特急の機関士で』（榎本健一 & 楠トシエ & 特急グループ）
- 1958年『青空晴れた空』
  - 内外薬品「ケロリン」CMソング
- 1961年『かかしのねがいごと』（キングレコード）
  - 第3回日本レコード大賞童謡賞
- 1962年『かかしのねがいごと』（キングレコード NC-58）
  - 山口保治 三つのおめでたを祝う会記念。B面は庄司淳 & かなりや子供会の「かわいいさかなやさん」。
- 1962年『瀬戸田小唄』（キングレコード NC-56）
- 1963年『スチョチョン節』（藤田まこと & 楠トシエ、キングレコード EB-915）
  - 『てなもんや三度笠』主題歌。藤田まこと「てなもんや三度笠」B面。
- 『お山の交通ごっこ』（友竹正則 & 中野慶子 & 楠トシエ、キングレコード ED-171）
  - 片面は中野慶子（ソロ）の「あかるい花ぞの」。
- 1965年『おーい体操だい』（楠トシエ & ひばり児童合唱団、キングレコード BS-348）
  - 『おはよう!こどもショー』主題歌
- 1969年『ダイヤモンドのパンツ』（キングレコード BS-942）
- 1969年『恋は炎』（キングレコード BS-985）
- 1971年『ぶんぶくちゃがま』（楠トシエ & ボニージャックス & ひばり児童合唱団、キングレコード ES(H)-91）
- 1976年『かっぱの唄』（楠トシエ & シンガーズ・スリー、日本コロムビア PES-7647）
  - 委託制作盤。大川栄策「本造り黄桜の唄」B面。
- 1977年『パンダの赤ちゃん』（10月21日[15]、楠トシエ & 杉並児童合唱団、キングレコード DQ-1012）
  - カンカンとランランの鳴き声入り。河村卓也の同名曲とは異なる[15]。
- 『のら猫ミュータン』（ポリドール・レコード DI-1387）

### EP
- 1962年『おべんとつけてどこいくの』（キングレコード EC-145） - 4曲入りEP

### アルバム
- 1958年『ビンちゃんの四季（楠トシエ・ホームソング集）』（WESTMINSTER WJ-1）- 第13回芸術祭奨励賞（レコード部門）
- 1960年『みんなが知ってるコマーシャル・ソング集』（キングレコード KH-28）
- 2007年『元祖コマソンの女王 楠トシエ大全』（12月、キングレコード KICS-1349〜50）

### その他
- 1957年『ナゴヤ地下街の歌・モグラのチカちゃん』
  - ナゴヤ地下街（サンロード）テーマソング
- 1959年『うちのママは世界一』（楠トシエ & ボニー・ジャックス）
  - 味の素の宣伝盤ソノシート。『うちのママは世界一』主題歌
- 『東京こどもクラブ』
  - レコードB面で「うたとおはなし」を担当するびんちゃんで登場

## 註
1. 1 2 3  “楠トシエ”.   ザテレビジョン. 2025年6月14日閲覧。
2. 1 2 3  「楠トシエ」。コトバンクより2022年1月8日閲覧。
3. ↑  週刊女性1964年8月5日号掲載の記事に「(東京都)北区滝野川にあった私立扶桑女子商業を終戦の年に卒業」とある。ノート:楠トシエ#「扶桑女子商業学校」を参照。
4. ↑  『“元祖コマソンの女王” 楠トシエ大全』（キングレコード、2007年12月26日）のタイトルを参照。
5. ↑  コマソン女王楠トシエ80歳で初CD - 芸能ニュース : nikkansports.com
6. ↑  『明日をひらく』東海テレビ放送、1968年11月25日、437 - 438頁。NDLJP:12276217/445。
7. ↑  『今でも船長と呼ばれている船長の夜』・『気球に乗って』・『ひげなしゴゲジャバル』（フルコーラス）と合わせてメドレーで放送。
8. ↑  『みんなのうたセレクション』第2夜で放送。
9. ↑  ドラマ人間模様　赤サギ　-　NHK名作選（動画・静止画） NHKアーカイブス
10. ↑  ブライト・リズム・ボーイズ、リズム・シスターズとの合作。
11. ↑  ノール・クァルテットとの合作。
12. ↑  ボニー・ジャックスとの合作。
13. ↑  フォー・コインズとの合作。
14. ↑  ブラック・キャッツとの合作。
15. 1 2  「ゼッタイ生まれまっせ “あやかり商法”大車輪」『読売新聞』1977年10月23日付朝刊、21頁。